# Sidi Ameur (M'Sila)
Pour les articles homonymes, voir Sidi Ameur.
Sidi Ameur est une commune de la wilaya de M'Sila en Algérie.

## Administration

### Gestion locale
Le 27 janvier 2020, le maire de la ville et son prédécesseur, ainsi que six autres élus de la commune, sont placés sous contrôle judiciaire pour des faits liés à la corruption. Accusés d'« abus de pouvoir, dilapidation de deniers publics et trafic d’influence », les deux premiers sont placés en détention provisoire.